# Pelican Bay State Prison

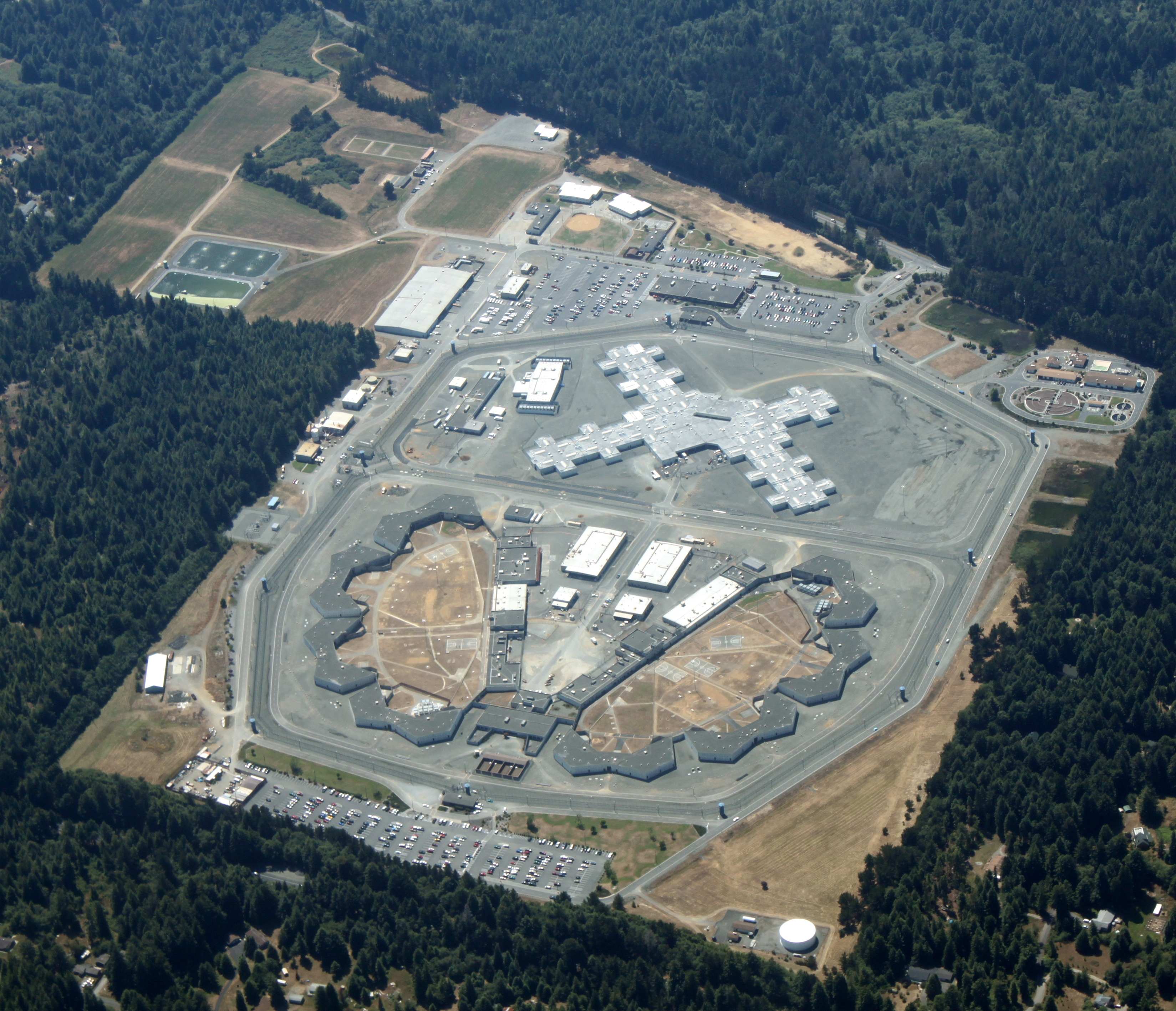
Luchtfoto van het gevangeniscomplex.

Pelican Bay State Prison (PBSP) is een supermaxgevangenis in de Amerikaanse staat Californië, onder de bevoegdheid van het California Department of Corrections and Rehabilitation.
De gevangenis bevindt zich op een enclave van de stad Crescent City in het uiterste noordwesten van Californië. De gevangenis beslaat een oppervlakte van 111 hectare, ligt ten westen van Highway 101 en wordt omringd door naaldbossen.

## Ontwerp en inrichting
Pelican Bay State Prison, vernoemd naar een ondiepe baai van de Stille Oceaan, is ontworpen om de gevaarlijkste gevangenen voor lange tijd in geïsoleerde eenheden te plaatsen. De gevangenis opende in 1989. Het terrein is in tweeën verdeeld. In de ene helft verblijven gevangen van niveau IV (zware beveiliging) in een typische gevangenisomgeving. De andere helft bestaat uit een X-vormige cluster van gebouwen; dit is de Security Housing Unit, bedoeld voor gevangenen die om veiligheidsredenen niet met elkaar in aanraking mogen komen. In de SHU verblijven gevangenen in betonnen cellen van 2,4 bij 3 meter zonder vensters. De cellen zijn afgesloten door geperforeerde stalen deuren, met daarachter opnieuw een betonnen muur. Gevangenen blijven ten minste 22 uur per dag in hun cel. Tweemaal per dag wordt hen eten gebracht (ontbijt en lunchpakket en avondeten). De celdeuren kunnen door de bewakers geopend worden om de gevangenen een douche te laten nemen of voor de vijf uur beweging in de buitenlucht waar ze recht op hebben. Dat gebeurt op een kleine, cementen binnenkoer.
Op 31 december 2012 bedroeg de gevangenispopulatie 2.977 gevangenen, oftewel 125,1% van de voorziene capaciteit. Pelican Bay staat bekend als een van de slechtste gevangenissen van de VS.

## In de populaire cultuur
Charlie Crews (gespeeld door Damian Lewis), de protagonist van de televisieserie Life, heeft twaalf jaar in de SHU van Pelican Bay gezeten voor een driedubbele moord waarvan hij vals beschuldigd was. In verschillende andere films en series wordt gerefereerd aan de beruchte gevangenis van Pelican Bay.